# رشيد باتل
رشيد باتل (1 يونيو 1964 - ) هو لاعب كريكت هندي.

## وصلات خارجية
- رشيد باتل على موقع إي آس بي آن كريك إنفو (الإنجليزية)